# Theuma ababensis
Theuma ababensis är en spindelart som beskrevs av Tucker 1923. Theuma ababensis ingår i släktet Theuma och familjen Prodidomidae. Inga underarter finns listade i Catalogue of Life.